# (37196) 2000 WR76
2000 WR76 (asteroide 37196) é um asteroide da cintura principal. Possui uma excentricidade de 0.11327180 e uma inclinação de 4.24734º.
Este asteroide foi descoberto no dia 20 de novembro de 2000 por LINEAR em Socorro.